# Anna (film 2019)
Anna è un film del 2019 scritto, diretto e prodotto da Luc Besson.

## Trama
Nel 1985, Anna, una giovane donna russa vittima di abusi domestici, vuole sfuggire alla vita in cui è intrappolata. Un agente del KGB, Alex, scopre la sua difficile situazione e la recluta come agente sul campo, promettendole che, dopo un anno di addestramento, avrebbe lavorato sotto la dirigente del KGB Olga e che, scaduti i cinque anni, sarebbe stata libera. Tuttavia, il nuovo direttore del KGB, Vassiliev, rifiuta di onorare l'accordo originale poiché ritiene che gli ex agenti siano una responsabilità per l'agenzia e che l'unica via per la libertà sia la morte.
Anna assume l'identità di una modella e inizia una carriera professionale a Parigi, portando a termine varie missioni e omicidi. Viene sedotta dalla collega modella Maude, anche se poi la loro relazione non può durare. Quando la CIA scopre la sua vera identità, accetta però di lavorare per loro come doppio agente con l'agente Leonard Miller come suo referente, in cambio della promessa di una nuova vita alle Hawaii. Miller le chiede, come ultima missione di assassinare Vassiliev, poiché la CIA crede che chiunque gli succederà migliorerà il reciproco rapporto di lavoro tra le due agenzie. Anna uccide Vassiliev mentre i due giocano a scacchi e procede a farsi strada sparando per scappare dal KGB.
Libera, organizza un incontro sia con Alex che con Miller, progettando di barattare le informazioni che ha rubato alle due agenzie in cambio di una tregua temporanea. Appena Anna lascia la riunione, Olga appare all'improvviso e le spara a morte per aver tradito il KGB. Miller e Alex spaventati si tengono sotto tiro, con Alex che si rifiuta di lasciare che Miller vada ad aiutare Anna. I due dopo si separano e Miller tenta quindi di ottenere una prova video che Anna sia ancora viva, ma il suo corpo viene rapidamente raccolto dal personale medico. Si scopre che in realtà il corpo è di un'altra donna. La vera Anna è scivolata nelle fogne, e si è cambiata i vestiti,  togliendosi la parrucca dalla testa rasata prima di svanire nella città. 
In flashback viene spiegato che Olga aveva precedentemente rivelato ad Anna di conoscere il piano della CIA per assassinare Vassiliev. Quindi le donne avevano cospirato per eseguirlo insieme poiché anche la dirigente russa voleva eliminare il suo capo. Dopo l'omicidio Olga si trasferisce nell'ex ufficio di Vassiliev e trova un messaggio scritto da Anna, che esprime la sua gratitudine a Olga ma le rivela di aver conservato le prove del suo coinvolgimento nell'omicidio di Vassiliev per usarle nel caso in cui Olga avesse tradito il loro accordo. La donna sorride, la chiama puttana, e come richiestole procede a cancellare il file di Anna dal database ufficiale del KGB.

## Produzione
Le riprese del film, il cui budget è stato di 30 milioni di dollari, sono iniziate nel novembre 2017.

## Promozione
Il primo trailer del film viene diffuso l'11 aprile 2019.

## Distribuzione
La pellicola è stata distribuita nelle sale cinematografiche statunitensi a partire dal 21 giugno 2019, mentre in Italia su Prime Video a partire dal 4 febbraio 2021.